# Corelli kapitány mandolinja (film)
A Corelli kapitány mandolinja (eredeti cím: Captain Corelli's Mandolin) 2001-ben bemutatott amerikai romantikus háborús film, amelyet John Madden rendezett. A film Louis de Bernières 1994-es Corelli kapitány mandolinja című regénye alapján készült. 
A film tiszteleg az előtt a több ezer olasz katona előtt, akiket 1943 szeptemberében a német erők kivégeztek az Acqui hadosztály mészárlása során Kefalóniában, valamint a háború utáni földrengésben elhunyt kefalóniaiak előtt. A regény főszereplőit Nicolas Cage és Penélope Cruz alakítják.
A filmet az Amerikai Egyesült Államokban 2001. augusztus 17-én mutatták be, Magyarországon október 11-én az UIP-Dunafilm forgalmazásában.

## Cselekmény
A Görögországhoz tartozó Jón-szigeteket megszállja az Olasz Királyi Hadsereg. Amikor egy nagy helyőrséget hoznak létre néhány némettel együtt a nyugodt Kefaloniá szigeten, a lakók azonnal megadják magukat. 
Antonio Corelli százados, az olasz 33. Acqui hegyi gyalogos hadosztály tisztje joviális személyiség és szenvedélye a mandolin, és az ütegét (akik még soha nem lőttek) kóruséneklésre képezi ki. Kezdetben több falubelit is elidegenít magától, köztük Pelagiát, a falu orvosának lányát, aki egy művelt és erős akaratú nő. Először megsértődik az olasz katona viselkedésén, de lassan megkedveli Corelli báját és mandolinjátékát, amikor kénytelenek megosztani apja házát, miután az orvos beleegyezik, hogy az orvosi ellátásért cserébe elszállásolja őt.
Amikor Pelagia vőlegénye, Mandras, egy helyi halász, elindul a szárazföldre háborúzni, Antonio és Pelagia barátsága egyre szorosabbá válik. A lány szépsége és intelligenciája meghódította Corelli szívét, és a falu élénk közössége iránti vonzalma arra készteti, hogy megkérdőjelezze a háború okait. Corelli és zenészcsapatának ütege a falusiak életének részévé válik; de a pillanat mulandó. Ahogy a háború egyre közelebb kerül, Antonio és Pelagia kénytelen választani hűségük és az egymás iránt érzett szerelmük között.
Az olasz kormány megadja magát a szövetségeseknek (Cassibile fegyverszünet), és az olasz csapatok boldogan készülnek hazatérni. Egykori szövetségeseik, a németek azonban ragaszkodnak a lefegyverzésükhöz, mértéktelenül és erőszakosan. A görögök is ki vannak szolgáltatva az érkező németek brutalitásának, és az olaszokkal megállapodnak, hogy rövid, de hiábavaló ellenállásba kezdenek fegyverrel. Ezért a Német Főparancsnokság (Oberkommando der Wehrmacht) az olasz katonák közül több ezer embert lőnek le, mint árulókat. Corelli túléli, amikor egyik katonája a testével védi őt a német hóhérok golyóitól, és holtan esik rá.  
Mandras megtalálja a lemészárolt katonák halma között a még élő Corellit, és elviszi Pelagiához és az orvoshoz kezelésre és felépülésre, majd egy hajóra, hogy elmeneküljön a szigetről. Pelagia kihallgatása nyomán Mandras bevallja, hogy azért mentette ki Corellit a halott katonák halmából, mert újra szerelmet akart éleszteni közöttük. Ám ez nem vezet eredményre, és a pár elválik egymástól. Korábban, Mandras egyik visszatérő látogatásakor Kefaloniában bevallja Pelagiának, hogy azért nem válaszolt soha a lány sok szerelmes levelére, mert analfabéta.
1947-ben Pelagia csomagot kap Olaszországból, amelyben egy felvétel van a Corelli számára írt dallamról, de nincs benne feljegyzés. Egy 1953-as jóniai földrengés elpusztítja a falu nagy részét, beleértve az orvos házát is; a sziget élete azonban folytatódik, és nem sokkal később Corelli visszatér Pelagiához.

## Szereplők
| Karakter                 | Színész                | Szinkronhang      |
| ------------------------ | ---------------------- | ----------------- |
| Antonio Corelli kapitány | Nicolas Cage           | Józsa Imre        |
| Pelagia                  | Penélope Cruz          | Murányi Tünde     |
| Dr. Iannis               | John Hurt              | Velenczey István  |
| Mandras                  | Christian Bale         | Viczián Ottó      |
| Drosoula                 | Irene Papas            | Béres Ilona       |
| Mr. Stamatis             | Gerasimos Skiadaressis | Koncz István      |
| Mrs. Stamatis            | Aspasia Kralli         | Bokor Ildikó      |
| Kokolios                 | Michael Yannatos       |                   |
| Aresenios atya           | Dimitris Kaberidis     |                   |
| Velisarios, az erőművész | Pietro Sarubbi         |                   |
| Eleni, Pelagia barátnője | Viki Maragaki          |                   |
| Fiatal Lemoni            | Joanna-Daria Adraktas  | Czető Zsanett     |
| Idősebb Lemoni           | Ira Tavlaridis         |                   |
| Lemoni anyja             | Katerina Didaskalu     |                   |
| Dimitris                 | Emilios Chilakis       |                   |
| Spiros                   | Nikos Karathanos       |                   |
| Toborzótiszt             | Antonis Antoniou       | Albert Péter      |
| Polgármester             | Yorgos Kotanidis       |                   |
| Városi tisztviselő       | Tassos Palatzidis      | Vizy György       |
| Reszkető férfi           | Kostas Philippoglou    |                   |
| Apáca                    | Froso Korrou           |                   |
| Carlo                    | Piero Maggiò           | Hegedüs Miklós    |
| Szállásmester            | Vincent Riotta         | Cs. Németh Lajos  |
| Gandin tábornok          | Roberto Citran         | Rosta Sándor      |
| Százados                 | Massimiliano Pazzaglia |                   |
| Ezredes                  | Tim Hardy              |                   |
| Cigarettás katona        | Francesco Cabras       |                   |
| Katona a táncnál         | Nunzio Lombardo        |                   |
| Günther Weber százados   | David Morrissey        | Haás Vander Péter |
| Barge ezredes            | Patrick Malahide       | Halmágyi Sándor   |

## Bevétel
A film az Egyesült Királyságban 13,8 millió dolláros bevételt hozott. A hatodik helyen nyitott az amerikai jegypénztáraknál, a nyitóhétvégén 7 209 345 dollárt termelt, majd 25 543 895 dolláros bevételt ért el az Amerikai Egyesült Államokban és Kanadában.

## Fordítás
- Ez a szócikk részben vagy egészben  a   Captain Corelli's Mandolin (film) című angol Wikipédia-szócikk fordításán alapul.  Az eredeti cikk szerkesztőit annak laptörténete sorolja fel. Ez a jelzés csupán a megfogalmazás eredetét és a szerzői jogokat jelzi, nem szolgál a cikkben szereplő információk forrásmegjelöléseként.